# Justin Winsor
Justin Winsor, född den 2 januari 1831 i Boston, död den 22 oktober 1897 i Cambridge, Massachusetts, var en amerikansk historiker.
Winsor studerade vid Harvarduniversitetet och i Heidelberg och var 1868–1877 föreståndare för Bostons stadsbibliotek samt därefter till sin död bibliotekarie vid Harvarduniversitetet i Cambridge. Winsor var en bland stiftarna av American Library Association och dess president 1876–1885; 1886–1887 var han president i American Historical Association. Winsor var en grundlig kännare av Amerikas upptäcktshistoria och skrev på detta område bland annat Cartier to Frontenac. Geographical discovery in the interior of North America, 1534–1700 (1894), The Mississippi basin. The struggle in America between England and France, 1697–1763 (1895), The westward movement. The colonies and the republic west of the Alleghanies, 1763–1798 (1897), samt levnadsteckningar över Columbus (1891) och Cabot (1896). Winsor var även utgivare av de stora samlingsverken Memorial history of Boston (4 band, 1880–1882) och Narrative and critical history of America (8 band, 1886–1889), det sistnämnda särskilt värdefullt genom rikhaltiga källkritiska och bibliografiska uppgifter. Dessutom utgav Winsor flera bibliografiska arbeten.